# NGC 6629
NGC 6629 est une nébuleuse planétaire située dans la constellation du Sagittaire. NGC 6629 a été découverte par l'astronome germano-britannique William Herschel en 1882.

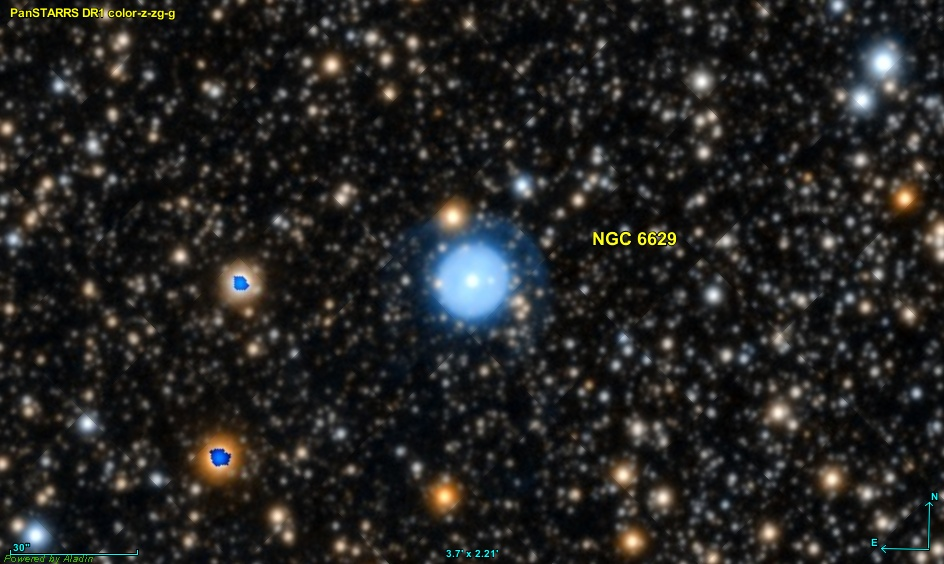
NGC 6629 par le relevé Pan-STARRS.

## Observation
Avec une magnitude visuelle apparente de 11,3, on doit utiliser un télescope dont l'ouverture est d'au moins 150 mm pour l'observer. 

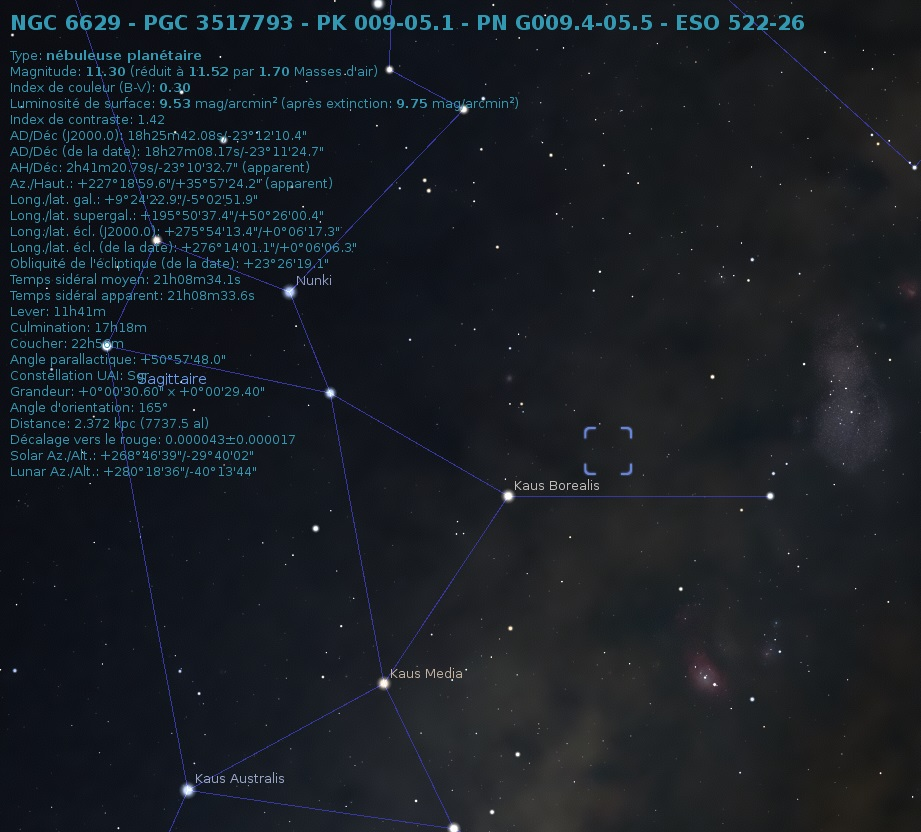
Emplacement de NGC 6629 dans la constellation du Sagittaire.

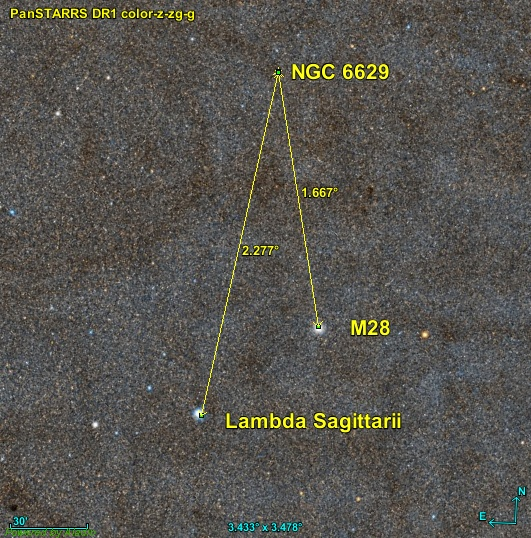
Position de NGC 6629 par rapport à une étoile de la constellation du Sagittaire et à l'amas globulaire M28.

La nébuleuse NGC 6629 est située près de l'amas globulaire M28, à environ 1,7 degrés au nord-est de celui-ci. L'étoile Kaus Borealis (Lambda Cygni) est à environ 2,3 degrés au sud-est de M28.

## Caractéristiques

### Distance, taille et vitesse
Le logiciel en ligne Aladin Lite permet de consulter les données astronomiques de plusieurs catalogues, dont le « GAIA EARLY DATA RELEASE 3 (GAIA EDR3) ». Pour NGC 6629, Gaia EDR3, la parallaxe de NGC 6629 est égale à 0,486 ± 0,022 7 mas, ce qui correspond à une distance de 2058 +101
−92 pc. 
La taille apparente de la nébuleuse est de 0,27 minutes d'arc, ce qui, compte tenu de la distance et grâce à un calcul simple, équivaut à une taille réelle de 0,53 +0,03
−0,02 al.
Deux valeurs identiques de la vitesse sont indiquées sur la base de données Simbad, soit 13 ± 5 km/s,.

### Âge
L'âge du halo de la nébuleuse serait 31 000 ans et celui de la nébuleuse interne de 5 000 ans.

### Halo
NGC 6629 est entouré d'un halo très asymétrique dont la taille est 14" × 60". Si l'on tient compte de ce halo, la taille réelle de cette nébuleuse atteint dans sa plus grande dimension1,96 +0,11
−0,07 al.

## Étoile centrale
Selon Corradi et ses collègues, la température de l'étoile centrale est de 51,3 kK et sa luminosité est de 3 388 {\displaystyle L_{\odot }}
Selon une plublication plus récente, le spectre de l'étoile centrale de la nébuleuse est de type Wolf-Rayet. Sa température est de 35 kK,. Sa luminosité est égale à 3 388 {\displaystyle L_{\odot }} (Log {\displaystyle L_{\odot }} = 3,53) et sa masse est de 0,53 {\displaystyle M_{\odot }}. Le taux de perte de masse de l'étoile est de 63 x 10–9 {\displaystyle M_{\odot }} par année.